# Hoblice

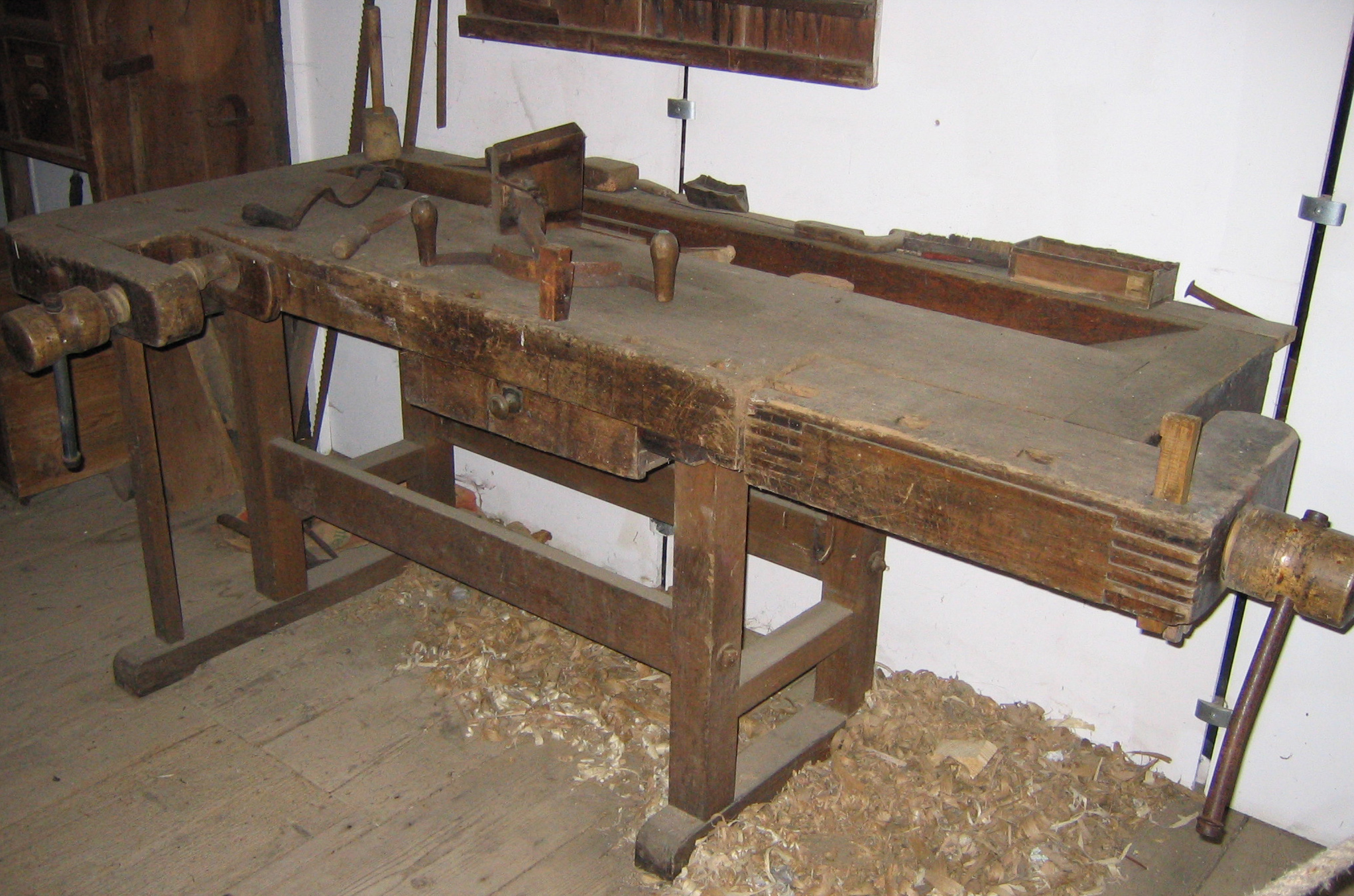
Stará hoblice

Hoblice nebo též truhlářský ponk je pracovní stůl, určený pro ruční zpracování dřeva v truhlářské dílně.
Hoblice je vyrobena ze dřeva. Je vybavena obvykle dvěma dřevěnými vozíky svěráků, které umožňují upnutí obráběných dřevěných výrobků. Pracovní deska hoblice je zhotovena z masivního dřeva. Stojí na pevném podstavci, a její plocha by měla dosahovat stojícímu truhláři těsně nad zápěstí. Na koncích je opatřena svěráky a po délce má řadu otvorů pro podpěráky uchycovaného materiálu. V zadní části desky je žlab na drobné součásti a odpad.

## Části hoblice
Stojan, trnož, deska, žlab, přední a zadní vozík, díry na poděráky, poděráky, vřeteno, klíč vřetena, příložka, šuplík, pražec, svorníkový šroub.